# Prasino+Mov
Prasino+Mov (griechisch Πράσινο & Μωβ ‚Grün & Lila‘) war ein griechisches Parteienbündnis aus sieben Parteien, darunter Volt Griechenland, Ikologi Prasini und die Piratenpartei Griechenlands, und wurde offiziell im Dezember 2022 gegründet. Das Bündnis setzte sich für erneuerbare Energien ein und unterstützt grüne und digitale Investitionen, den Ausbau der Eisenbahn und eine umfassende europäische Politik zur Integration von Flüchtlingen. Bei den Parlamentswahlen 2023 erreichte das Bündnis rund 0,3 % der Stimmen und gewann keine Sitze. Im Juli 2023 verließ Volt das Bündnis.

## Geschichte
Das Bündnis wurde von den Parteien Volt Griechenland, Ikologia – Prasini Lysi, Prasini (Πράσινοι), Piratenpartei Griechenlands, Prasini – Allilengyi (Πράσινοι - Αλληλεγγύη), der Partei für die Tiere (Κόμμα για τα Ζώα) und der ökofeministischen Bewegung Kyklos gegründet und am 20. Dezember 2022 offiziell vorgestellt.
Das Bündnis beabsichtigte bei den Parlamentswahlen im Mai 2023 anzutreten, wurde aber vom Arios Pagos nicht zur Wahl zugelassen. Jedoch nahm das Bündnis an den Parlamentswahlen im Juni teil, nachdem Kyriakos Mitsotakis Neuwahlen ausgerufen hatte. Es erhielt rund 0,3 % der Stimmen, was nicht für einen Sitz im Parlament reichte. Am 12. Juli 2023 gab Volt bekannt, das Bündnis zu verlassen.

## Programmatik

### Energie und Umwelt
Prasino+Mov setzt sich für die Förderung erneuerbarer Energien ein. Das Bündnis wendet sich gegen die Exploration fossiler Brennstoffe, den Bau der EAST-MED-Pipeline und neuer Gaskraftwerke sowie gegen Pläne zur Finanzierung des neuen Kernkraftwerks in Kosloduj durch Griechenland.

### Wirtschaft
Mit Investitionen in die grüne und digitale Transformation, die Wiederbelebung des ländlichen Raums, die Kreislaufwirtschaft und die Förderung kleiner und mittlerer Unternehmen soll die Wirtschaft angekurbelt werden.

### Verkehr
Das Schienennetz soll ausgebaut und in der Planung als Ergänzung und Ersatz für den Autoverkehr stärker berücksichtigt werden.

### Flüchtlingspolitik
Prasino+Mov lehnt die Menschenrechtsverletzungen und die Praxis der Zurückweisung von Flüchtlingen ab und sieht die Notwendigkeit einer umfassenden europäischen Integrationspolitik und legaler Einreisewege. Um dies zu erreichen, sollte ein föderaleres Europa entwickelt werden.

## Wahlergebnisse
| Jahr | Wahl                     | Stimmenanteil | Sitze |
| ---- | ------------------------ | ------------- | ----- |
| 2023 | Parlamentswahl Juni 2023 | 0,30 %        | 0/300 |